# Њирбатор
Њирбатор (мађ. Nyírbátor) град је у Мађарској. Њирбатор је један од важнијих градова у оквиру жупаније Саболч-Сатмар-Берег.
Њирбатор је имао 12.522 становника према подацима из 2009. године.
Њирбатор је познат као некадашње седиште познате мађарске племићке породице Батори.

## Географија
Град Њирбатор се налази у источном делу Мађарске, близу границе са Румунијом - 15ак километара југоисточно од града. Од престонице Будимпеште град је удаљен око 260 километара источно. Град се налази у североисточном делу Панонске низије. Надморска висина града је око 150 m.

## Становништво
По процени из 2017. у граду је живело 11891 становника.
| 1990.  | 2001.  | 2011.  | 2017.  |
| ------ | ------ | ------ | ------ |
| 13.849 | 13.433 | 12.719 | 11.891 |

## Галерија
- Поглед на средиште града